# Luftraumbeobachtung
Die Luftraumbeobachtung (kurz LRB) ist im militärischen Sinne die Beobachtung feindlicher Flugbewegungen in Grenzgebieten. Die ursprüngliche Aufgabe des Luftraumbeobachters wurde umschrieben mit der „Überwachung des Luftraumes vom Boden aus mit Hilfe der menschlichen Sinnesorgane zu dem Zweck, Luftfahrzeuge wahrzunehmen, zu erkennen, zu identifizieren und zu melden.“.

## Geschichte

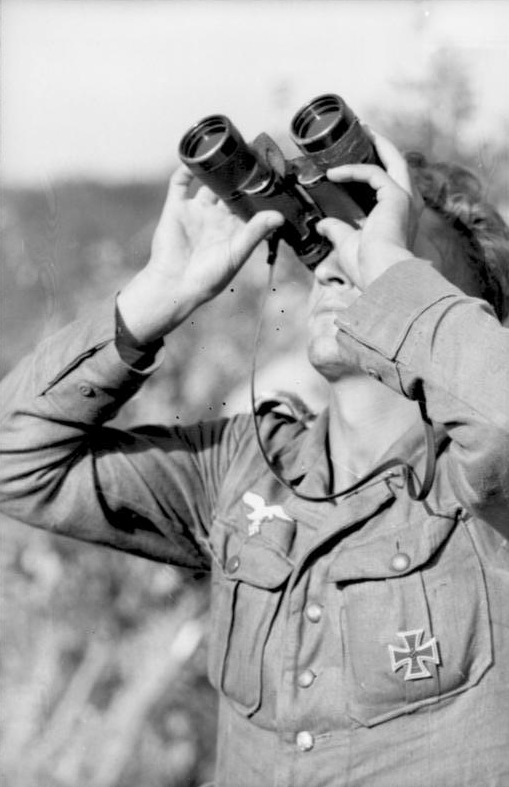
Deutscher Flaksoldat beobachtet den Luftraum mit dem Fernglas (1943)

### Bis 1945
Schon in den zwei Weltkriegen war eine Aufklärung der Luftlage notwendig. Anfangs wurde dies mittels der menschlichen Sinne getätigt und deswegen auch bis in heutige Tage Auge-Ohr-Überwachung genannt. Hierzu wurden an Orten mit guter Fernsicht, z. B. auf den Bismarck-Türmen, Soldaten im Schichtdienst stationiert, die lediglich mit Fernglas und Fernmeldeapparatur ausgestattet waren.
Die im Laufe des Zweiten Weltkrieges entwickelten Radargeräte waren von geringer Reichweite und zur genauen Ortsbestimmung der Flugobjekte noch nicht geeignet.

### Nach 1945
Mittels modernerer Radarüberwachung wurde ab Anfang der 1960er Jahre auch nachts eine weitreichende Überwachung möglich. Mit der Einführung des Dopplerradars konnten dann bewegte Objekte eindeutiger von der stehenden Umgebung unterschieden werden.

### Heute
Luftraumüberwachung geschieht heutzutage mittels moderner Großraumradare und Radarflugzeugen (AWACS), sowie mittels hochauflösender Satellitenfotos.
Militärisch wird von jeder Truppe für den Eigenschutz gegen feindliche Luftfahrzeuge auf der Ebene einer Gruppe oder eines Zuges Soldaten für die Luftraumbeobachter im Rahmen der Fliegerabwehr aller Truppen (zu Lande)  eingeteilt, um die eigene Truppe unmittelbar vor Feindflugzeugen zu warnen.
Für die kleinräumige Überwachung (zum Beispiel von engen, verzweigten Tälern ohne Radarabdeckung) und für die Erkennung von Flugobjekten mit kleiner Radarsignatur (zum Beispiel Hängegleiter) werden aber auch heute noch Soldaten mit Feldstechern auf Beobachtungsposten im Gelände stationiert. Dies wird zum Beispiel für die Überwachung des unteren Luftraumes über Davos während des jährlichen Weltwirtschaftsforum durch die Schweizer Luftwaffe praktiziert.

## Luftraumbeobachtung in Deutschland
In der Bundesrepublik wurden 1959 zur Überwachung der Grenzen zu den Staaten des Warschauer Paktes LRB-Einheiten aufgestellt. Später wurde der Tieffliegermeldedienst (kurz TMD) der Luftwaffe gegründet. 1971 wurde dieser mit mobilen Radargeräten ausgestattet. Die Reichweiten der mobilen Stationen betrug 30 (später 45) Kilometer, womit die Erfassungslücken der Großraumradare (Reichweiten bis zu 800 Kilometer) ausgefüllt wurden. Durch die eingeführte Datenübertragung wurde das Leiten von Flugbewegungen möglich und der TMD in Tieffliegermelde- und Leitdienst (kurz TMLD) umbenannt. Der TMLD wurde im Zuge der Wiedervereinigung und dem damit verbundenen Wegfall der ursprünglichen Aufgabenstellung Anfang der 1990er Jahre aufgelöst. Heute wird mittels Großradaren und AWACS im Rahmen der NATO der Luftraum beobachtet.

## Trivia
Die Abkürzung "LRB" wird in der Bundeswehr gelegentlich mit "Liegen, Ruhen, Bräunen" identifiziert.